# Metropolitní město Turín
Metropolitní město Turín (Città metropolitana di Torino) je italský správní celek druhé úrovně v regionu Piemont. Vznikl ze stejnojmenné provincie v roce 2015. Sousedí na severu s autonomním regionem Údolí Aosty, na východě s provinciemi Biella, Vercelli, Alessandria a Asti, na jihu s provincií Cuneo a na západě s Francií.

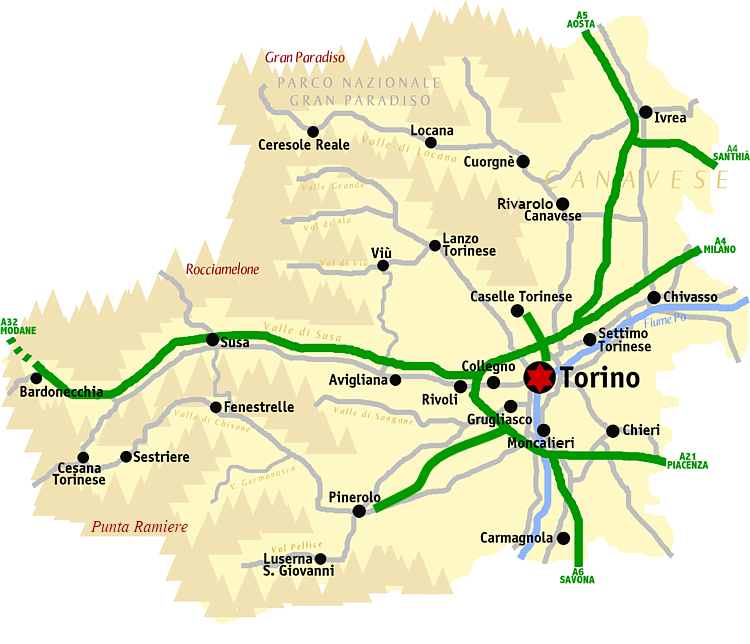
Mapa

## Okolí
| Růžice kompasu |                          | Údolí Aosty | Biella               | Růžice kompasu |
| Růžice kompasu |                          | Sever       | Vercelli Alessandria | Růžice kompasu |
| Růžice kompasu | Metropolitní město Turín |             | Vercelli Alessandria | Růžice kompasu |
| Růžice kompasu | Jih                      |             | Vercelli Alessandria | Růžice kompasu |
| Růžice kompasu |                          | Cuneo       | Asti                 | Růžice kompasu |

## Největší města
| Město              | Obyvatelé | k datu            |
| ------------------ | --------- | ----------------- |
| Turin              | 889 994   | 31. květen 2016   |
| Moncalieri         | 57 402    | 30. duben 2016    |
| Collegno           | 49 832    | 30. duben 2016    |
| Rivoli             | 49 591    | 30. duben 2016    |
| Nichelino          | 48 121    | 30. listopad 2014 |
| Settimo Torinese   | 47 785    | 30. květen 2014   |
| Grugliasco         | 38 003    | 30. duben 2014    |
| Chieri             | 36 593    | 31. říjen 2015    |
| Venaria            | 34 290    | 31. prosinec 2014 |
| Pinerolo           | 35 843    | 31. květen 2016   |
| Carmagnola         | 29 115    | 31. březen 2016   |
| Chivasso           | 26 908    | 31. prosince 2018 |
| Ivrea              | 23 749    | 31. květen 2016   |
| Orbassano          | 23 254    | 30. listopad 2014 |
| Rivalta di Torino  | 19 422    | 31. prosinec 2010 |
| Cirié              | 18 943    | 31. prosinec 2016 |
| San Mauro Torinese | 18 925    | .... 2011         |
| Piossasco          | 18 412    | 1. leden 2014     |
| Beinasco           | 18 237    | 31. prosinec 2014 |
| Alpignano          | 16 891    | 2. červenec 2016  |
| Caselle Torinese   | 19 179    | 30. duben 2016    |
| Giaveno            | 16 747    | 30. září 2011     |